# جوديث رودين
جوديث رودين (بالإنجليزية: Judith Rodin) هي عالمة نفس أمريكية، ولدت في 9 سبتمبر 1944 في فيلادلفيا في الولايات المتحدة.

## وصلات خارجية
- جوديث رودين على موقع إن إن دي بي (الإنجليزية)